# Wolf von Homburg

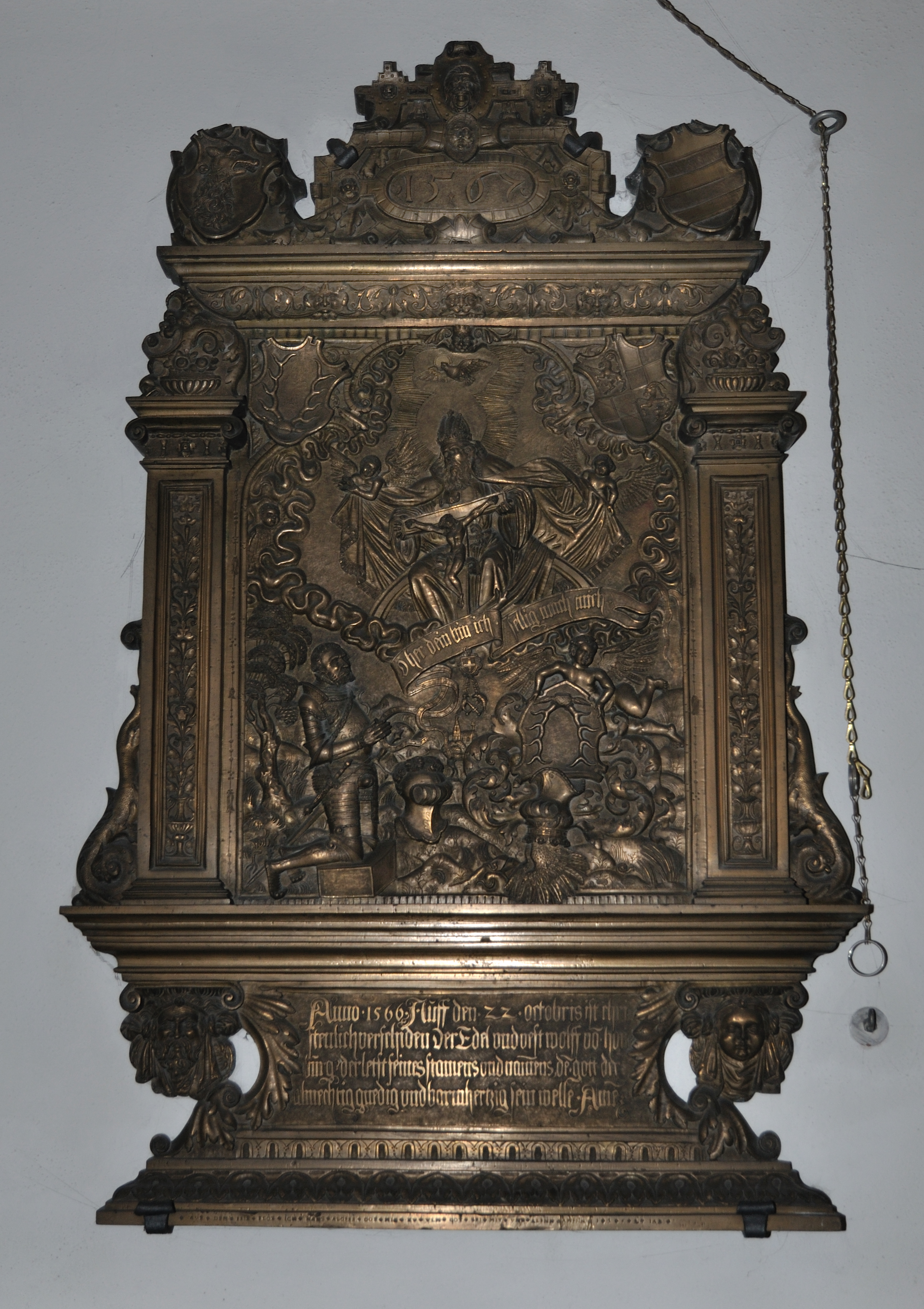
Bronzeepitaph des Ritters Wolf von Homburg im Münster Unserer Lieben Frau in Radolfzell. Arbeit des Ulmer Rotgießers Hans Algaier. Wolf von Homburg war der letzte seines Stamms, daher ist sein Wappen, zwei schwarze Hirschstangen auf Goldgrund, gestürzt dargestellt.

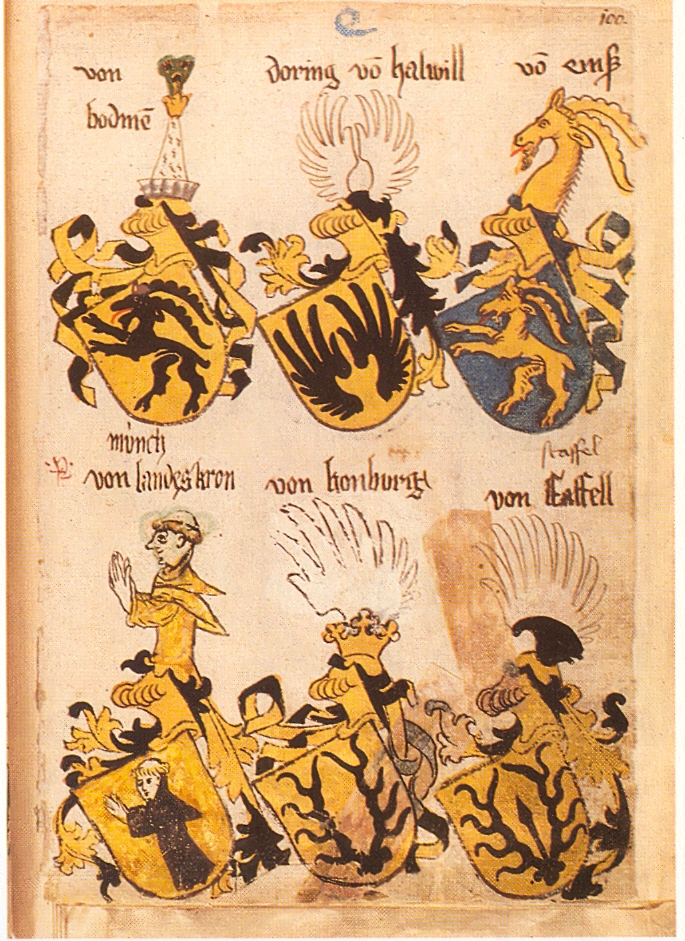
Wappen Honburg (unten Mitte) im Ingeram Codex

Wolf von Homburg (fälschlich bzw. nach alter Schreibweise auch von Honburg), (* vor 1524; † 22. Oktober 1566) war ein Adliger und Ritter aus dem Geschlecht der Homburger im Hegau und mit Sitz auf der Stammburg Homburg. Die Homburger waren auch im Besitz der Burg Staufen und wohl auch auf der Burg Homburg bei Liptingen. Wolf von Homburg war Vogt zu Engen und Tuttlingen.
1565 verkaufte Wolf von Homburg seine Herrschaft an seinen Schwiegersohn Hans Konrad von Bodman. Er selbst starb ein Jahr später ohne erbberechtigte Nachkommen in Radolfzell, wo im Radolfzeller Münster noch heute ein Bronzeepitaph an ihn erinnert. Wolf von Homburg wird erwähnt (für 1524) in der Chronik des Andreas Lettsch. Zusammen mit dem Rat der Stadt Schaffhausen und dem Ritter Walter von Laubenberg wird er als Vermittler der Bauernaufstände in der Landgrafschaft Stühlingen genannt; Ergebnisse wurden wohl keine errungen.